# Augustin Raemdonck
Augustin Raemdonck né le 9 décembre 2001, est une joueuse belge de hockey sur gazon. Elle évolue au Royal Orée THB et avec l'équipe nationale belge.

## Carrière
- Équipe nationale U21 depuis 2021
- Il a fait partie de l'équipe première dans le cadre de la Ligue professionnelle 2021-2022 en mai 2022 en ne jouant pas encore le moindre match[2].

## Palmarès
- : 2e à la Ligue professionnelle 2021-2022.